# Чатто, Дэниел
Дэниел Чатто (англ. Daniel Chatto; родился 22 апреля 1957 года, Лондон, Великобритания) — британский актёр и художник, член британского королевского дома. Муж Сары Армстронг-Джонс, двоюродной сестры короля Карла III.

## Биография
Родителями Дэниела Чатто были актёр Том Чатто (1920—1982) и театральный агент Розалинда Джоан Томпсон (умерла в 2012 году). Дэниел родился 22 апреля 1957 года в госпитале принцессы Беатрисы в Лондоне. Начиная с 1980 года он снимался в кино; в числе его работ роль принца Эндрю в фильме «Чарльз и Диана: История королевской любви». 
В 1983 году в Индии на съёмках фильма «Жара и пыль» Чатто познакомился с Сарой Армстронг-Джонс — дочерью Энтони Армстронг-Джонса, 1-го графа Сноудона, и принцессы Маргарет, племянницей королевы Елизаветы II. В 1986 году Дэниел и Сара начали встречаться, в 1994 году поженились. Наблюдатели отметили, что организаторы свадьбы отказались от королевской пышности, которой можно было бы ждать в этом случае. 
После 1988 года Чатто не снимается в кино. Он стал художником, его картины выставляются в галереях Лондона.
В браке с Сарой родились двое сыновей — Сэмюэл Чатто (1996) и Артур Чатто (1999), которые входят в число гипотетических наследников британского престола как потомки Георга VI.

## Фильмография
- Маркиза — Мигель
- Квартет — Гай
- Джульет Браво — Билли
- Жара и пыль — Парти Гест
- Остриё бритвы — французский солдат
- Рождественская история — Уильям
- Смерть сердца — Эдди
- Крошка Доррит — Тип Доррит[18].